# 貞観園
貞観園（ていかんえん）は、新潟県柏崎市高柳町にある日本庭園。江戸時代の大庄屋であった村山家の庭であり、幾度となく改修を繰り返しているが、その改修には幕府のお抱え庭師であった九段仁右衛門や藤井友之進らが関わっている。国の名勝に指定されている。名の由来は木造薬師如来立像を安置する貞観堂に因み、天保14年に地元の教育者、藍澤南城が命名した。
主石賓木（石が主役で、木が脇役）という思想に則った庭園で、青く苔生した石が特徴的で、落ち着いた様相を見せる。また、庭園の内部には貞観堂のほかに観瀑亭、四時庵、抱月楼、環水軒などの建築が見られる。

## 概要
- 総面積:約10万m2
- 形式:枯山水+回遊式
- 指定:国の名勝

## アクセス
- 越後交通 柏崎駅前=岡野町車庫・じょんのび村線 「貞観園前」バス停より徒歩すぐ（階段がある）